# 10,35 × 47 мм R
10,35×47 мм R (также 10,35 × 47 mm R Vetterli) — итальянский винтовочный патрон. Применялся с винтовкой Vetterli-Vitali Mod. 1870/87 с 1870 года до её замены на Carcano Mod. 91.

## История
Патрон применялся в швейцарской винтовке Vetterli Mod. 1870, принятой на вооружение итальянской армии в 1870 году для замены устаревшей Carcano Mod 67. Позже винтовка была модифицирована путём добавления 4-зарядного магазина, разработанного офицером Джузеппе Витали и переименована в Vetterli-Vitali Mod. 1870/87. Применялась в колониальных войнах Италии, также и в итало-турецкой войне. Во время Первой мировой войны из-за нехватки стрелкового оружия, выдавалась в колониальных войсках. Одним из последних случаев массового применения стала Гражданская война в Испании, во время которой Советский Союз поставил республиканцам около 16000 однозарядных винтовок Веттерли обр. 1870..

## Описание
Латунная гильза с капсюлем центрального воспламенения. Пуля свинцовая весом в 28,28 грамма, заряд — 4,01 г чёрного пороха. С 1890 года — 16-граммовая оболочечная пуля, 2,40 г бездымного пороха (баллистита).

### Патрон Mod. 90
Предназначался для вооружения сил правопорядка. Латунная гильза, удлинённая с 47,45 до 63 мм, уменьшенный заряд пороха. В более длинной шейке вставлены три свинцовых цилиндра (c насечками для образования из каждого трёх поражающих элементов); в верхней части свинцовая пуля диаметром 9,6 мм.